# Stefan Gaffal
Stefan Gaffal (* 24. November 1996 in Linz) ist ein österreichischer Eishockeyspieler, der seit 2011 beim EHC Linz in der Österreichischen Eishockey-Liga unter Vertrag steht.

## Karriere

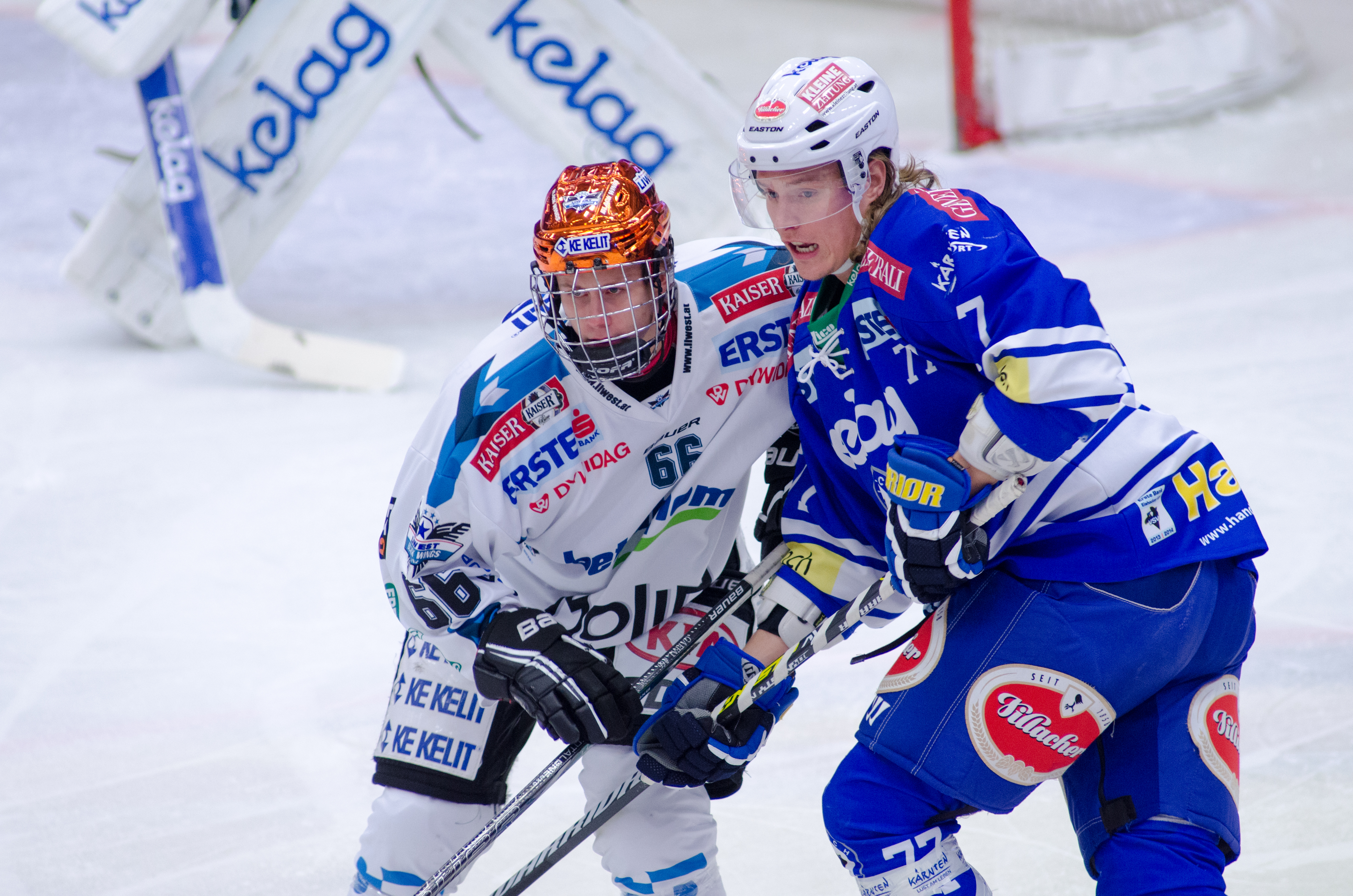
Stefan Gaffal (links) und Michael Forney

Stefan Gaffal begann seine Karriere beim EHC Linz und spielt dort seit der Saison 2012/13 in der Kampfmannschaft.

### International
Gaffal vertrat Österreich im Juniorenbereich bei den U18-Weltmeisterschaften der Division IB 2013 und 2014 sowie bei den U20-Weltmeisterschaften der Division IA 2015 und 2016.

## Erfolge und Auszeichnungen
- 2013 Bronzemedaille bei der U18-Weltmeisterschaft der Division IB
- 2014 Silbermedaille bei der U18-Weltmeisterschaft der Division IB
- 2015 Österreichischer U20-Meister mit dem EHC Linz
- 2016 Silbermedaille bei der U20-Weltmeisterschaft der Division IA
- 2016 EBEL-YoungStar des Monats Oktober[1]

## Karrierestatistik
(Legende zur Spielerstatistik: Sp oder GP = absolvierte Spiele; T oder G = erzielte Tore; V oder A = erzielte Assists; Pkt oder Pts = erzielte Scorerpunkte; SM oder PIM = erhaltene Strafminuten; +/− = Plus/Minus-Bilanz; PP = erzielte Überzahltore; SH = erzielte Unterzahltore; GW = erzielte Siegtore; 1 Play-downs/Relegation; Kursiv: Statistik nicht vollständig)